# Batalla de Opis
La batalla de Opis, librada en septiembre de 539 a. C., fue un enfrentamiento entre los ejércitos de la Persia de Ciro el Grande y el Imperio neobabilónico de Nabonido durante la invasión persa de Mesopotamia. Babilonia era la última potencia de Asia occidental libre del dominio persa. La batalla se libró cerca de la ciudad ribereña de Opis, al norte de Babilonia y resultó una victoria decisiva para los persas. Unos días más tarde, la ciudad de Sippar se rindió a estos y las fuerzas de Ciro entraron en Babilonia aparentemente sin lucha. Ciro fue proclamado rey de Babilonia y sus territorios, incorporando el Imperio babilónico al persa.

## Ubicación
La batalla se disputó junto a la ciudad de Opis, a orillas del río Tigris, aproximadamente ochenta kilómetros al norte del Bagdad moderno. La ciudad se cree que era un punto preferente para cruzar el río; Jenofonte indica que allí había un puente. El momento de la invasión puede haber sido determinado por el régimen de los ríos mesopotámicos, que alcanzan sus niveles más bajos –y por tanto son más fáciles de cruzar– a comienzos del otoño.
Opis era además un sitio de importancia estratégica, pues aparte de ser un lugar donde se podía atravesar el río, era el final de la muralla meda, una fortificación babilónica que Nabucodonosor II había construido para prevenir invasiones desde Oriente. Controlar Opis permitía circunvalar dicha barrera y abrir el camino a la capital.

## Contexto
En tiempos de la batalla de Opis, Persia era la principal potencia de Oriente Medio. Bajo su rey, Ciro II, había conquistado un enorme territorio y creado un imperio que abarcaba los actuales Turquía, Armenia, Azerbaiyán, Irán, Kirguizistán y Afganistán. La única potencia independiente que sobrevivía era el imperio neobabilonio, que dominaba Mesopotamia y vasallos en Siria, Judea, Fenicia y partes de Arabia. Pese a ello, los babilonios se encontraban diplomáticamente aislados tras la caída de su aliado Creso de Lidia, cuyo reino había sido invadido por los persas.
La situación geopolítica de Babilonia era peligrosa. El imperio persa la rodeaba por el norte, este y oeste. Su situación interna era vulnerable: tenía problemas económicos exacerbados por la peste y la hambruna. Su rey Nabonido era impopular por su heterodoxia religiosa. Según Mary Joan Winn Leith, «el éxito de Ciro se debe a su fuerza militar, a sobornos atinados y a una gran campaña de propaganda que lo presentó como un señor religioso y tolerante en Babilonia». Por otro lado, Max Mallowan hace notar: «La tolerancia religiosa era una característica notable del gobierno persa y no hay ninguna duda de que Ciro era un promotor de mente liberal de esta política humana e inteligente» y tal campaña de propaganda fue una forma de que su reputación precediera a las operaciones militares. Ciro persuadió a un gobernador provincial babilónico llamado Gobrias (y un supuesto Gadates) de desertar a su bando. Gutium, el territorio gobernado por Gobrias, era una región fronteriza de importancia estratégica que sirvió de base a la invasión de Ciro.
La crónica afirma que, con anterioridad a la batalla, Nabonio había ordenado que se llevaran a la capital estatuas usadas para el culto en ciudades periféricas, sugiriendo que el conflicto había empezado posiblemente en el invierno de 540 a. C. Se especula con que una sección fragmentaria de la crónica que abarca 540/39 a. C. hable de una posible lucha, mencione a Ishtar y Uruk, y contenga una posible referencia a Persia. La batalla de Opis sería en tal caso probablemente sólo la fase final de una serie de enfrentamientos entre los dos imperios.

## Batalla

Ruta de la invasión persa de Babylonia, septiembre–octubre de 539 a. C.

La crónica de Nabonido recoge que la batalla tuvo lugar en el mes de Tashritu (27 de septiembre-27 de octubre) «en Opis, en [la ribera del] Tigris». La crónica no proporciona detalles del curso de la batalla, las fuerzas enfrentadas o las bajas que hubo. El ejército persa de Ciro combatió contra «el ejército de Acad» (los babilonios en general, no la ciudad de aquel nombre). La identidad del jefe babilonio no se menciona aunque la tradición ha supuesto que era Baltasar, el hijo de Nabonido. Su final es incierto y podría haber muerto en la batalla.
El resultado de la batalla fue claramente una derrota babilonia, que posiblemente terminase en desbandada ya que el ejército babilonio no vuelve a aparecer en la crónica. Tras la batalla, las fuerzas persas «tomaron botín» de los babilonios vencidos. La mayoría de traducciones de la crónica también hacen referencia a una "masacre" de «las personas de Acad», aunque los traductores discrepan sobre el responsable y la víctima –la población de Opis o el ejército babilónico en fuga—.
Pierre Briant comenta: «A esta victoria le siguió una inmensa toma de botín y la masacre de quienes intentaron resistir» Andrew Robert Burn describió: «De hecho, leyendo del texto, Acad se alzó en rebelión abierta y la última hazaña militar de Nabonido fue lograr la masacre de los rebeldes». Maria Brosius interpreta la matanza como una acción punitiva, «buscando hacer un escarmiento de una ciudad que intentara resistir al ejército persa». Cuyler Young afirma: «esta referencia en la crónica sugiere que los persas se apoderaron del campamento principal del ejército de Nabonido intacto y que, como es a menudo el caso, la matanza real vino después de que los babilonios hubieran caído presa del pánico y huido del campo de batalla». Amélie Kuhrt señala que las referencias a una carnicería y saqueo sugieren que la batalla fue «probablemente una dura victoria». Por su parte, W. G. Lambert niega tajantemente que se produjese matanza alguna.
La batalla no es mencionada en la inscripción del cilindro de Ciro, que retrata al rey persa liberando Babilonia pacíficamente y con el consentimiento de sus habitantes. Aun así, la batalla demuestra que el régimen babilónico intentó evitar la invasión de Ciro.

## Consecuencias
La derrota en Opis parece haber acabado con cualquier resistencia seria a la invasión persa. La crónica de Nabonido afirma que después de la batalla, «en el decimocuarto día [6 de octubre] Sippar fue conquistado sin batalla. Nabonido huyó». La crónica implica que Nabonido estaba presente en Sippar cuando llegaron los persas. Ciro se quedó en Sippar, y «en el decimosexto día [12 de octubre] Ug/Gubaru, gobernador de Gutium, y el ejército de Ciro entraron sin batalla en Babilonia». Nabonido fue capturado poco después al regresar a Babilonia. Su destino final es incierto, pero, según el historiador babilonio del siglo III a. C. Beroso, fue perdonado y exiliado en Carmania, donde falleció años más tarde.
Las tropas persas tomaron el control de la ciudad, aunque la crónica de Nabonido proporciona pocos detalles. Hace notar, sin embargo, que el ejército conquistador hizo proteger la mayoría de templos importantes de la ciudad y registra que «no se interrumpieron los (cultos/ritos) en [el] templo de Esagila o ninguno de los [otros] templos allí y ninguna fecha fue perdida». Diecisiete días más tarde, el 29 de octubre, Ciro entró en Babilonia, donde fue proclamado rey, promulgó edictos reales y nombró gobernadores de su nuevo y recién conquistado reino.
Las crónicas griegas de la campaña de Ciro y la caída de Babilonia difieren significativamente de las babilonias y persas, quizás sugiriendo que se basaban en tradiciones diferentes o inventaban parte de lo que contaban. Las dos fuentes principales son Heródoto y Jenofonte, que coinciden entre sí. Según Heródoto, Ciro marchó a Babilonia a lo largo del río Diyala (pasado Opis, aunque la batalla no es mencionada), donde los persas disputaron una batalla con los babilonios cerca de la capital. Ciro asedió posteriormente Babilonia, ordenando a sus tropas cavar un canal para drenar parte del Éufrates y permitirles penetrar en la ciudad a través de puntos débiles en sus defensas. Jenofonte proporciona un relato similar pero más elaborado, afirmando que Ciro cavó una gran trinchera alrededor de la ciudad para desviar el río y hacer su lecho franqueable por el ejército persa. Heródoto, Jenofonte y el Libro bíblico de Daniel todos afirman que los babilonios fueron sorprendidos mientras celebraban un festival.
Beroso presenta una crónica diferente: afirma que Ciro venció a Nabonido, quién «huyó con algunos otros y se atrincheró en Borsippa. Entretanto Ciro ocupó Babilonia y ordenó destruir los muros exteriores de la ciudad, porque la ciudad le parecía formidable y difícil de expugnar. Después Ciro marchó a Borsippa para organizar el asedio contra Nabonido. Pero Nabonido no aguardó el fin del asedio y se rindió».
Estas historias escritas mucho tiempo después de la conquista persa contradicen muchos aspectos de la información cuneiforme contemporánea, que menciona asedios, trabajos de ingeniería o batallas cerca de Babilonia. Las descripciones cuneiformes de una rendición pacífica de Babilonia están corroboradas por los datos arqueológicos de la ciudad, que no muestra indicio alguno de conflicto o destrucción en las capas que corresponden a la caída de la ciudad frente a los persas. Los historiadores suelen coincidir en que el relato de Heródoto es una invención, mientras que Kuhrt asevera que lo que Jenofonte relata en su Ciropedia es «virtualmente imposible de usar ... como fuente estrictamente histórica» debido a su forma literaria, que busca ser un tratado moral sobre Ciro en forma de novela histórica. Paul-Alain Beaulieu sugiere que las historias griegas pueden provenir de un conjunto de mitos y leyendas populares asociados con la caída de Babilonia. David George Hogarth y Samuel Rolles Driver se refieren a la falta de fiabilidad de Heródoto:

«La falta de fiabilidad de los registros de Herodoto se ve al compararlos con los escritos en los monumentos. El famoso sitio y toma de Babilonia es contradicho por su inscripción, que describe como tras una batalla en Opis y otra en Sippara, su general, Gobrias, entró en la ciudad sin lucha. Babilonia había soportado numerosos sitios antes de Ciro y soportó muchos después: se cree que fue una de las dos capturas por Darío, cuyo general también se llamaba Gobrias, puede haber sido confundida con la entrada de Ciro.»

Según la inscripción de Behistún, Babilonia se rebeló dos veces en contra de Darío, y fue tomada en la segunda ocasión por su general Gobrias. Heródoto sólo menciona el primer levantamiento de Babilonia en el que Zopiro conquistó la ciudad para Darío y omite el segundo.

## Historiografía
La derrota babilónica en Opis y la entrada persa en Babilonia, aparentemente sin oposición, acabó con la independencia de Babilonia (a pesar de varias revueltas infructuosas porteriores). El colapso babilónico fue veloz y aparentemente total, según las crónicas antiguas de la campaña de Ciro en Mesopotamia y las inscripciones cuneiformes datadas poco después de la conquista persa.. El cilindro de Ciro y la crónica de Nabonido atribuyen el fracaso de este último al deseo del dios Marduk de castigar un régimen que se le opuso. El fuerte carácter anti-Nabonido de estos documentos, que acusan al rey anterior de antojadizo y descuidado con los dioses, sugiere que sus autores –la élite sacerdotal babilonia– estaban enemistados con Nabonido y quizá celebraran la conquista persa. Es, aun así, incierta la extensión de la ocupación persa en la ciudad, por lo que estos relatos tal vez forman parte de la propaganda de Ciro.
Otros autores han dado un explicaciones adicionales o alternativas para la derrota babilónica. M. A. Dandamaev sugiere que el régimen babilonio tenía ciertas debilidades: carencia de aliados, falta de apoyo popular, oposición de pueblos vasallos como los judíos (que pueden haber visto a los persas como libertadores) e incapacidad de sus ejércitos para resistir a enemigos superiores en número y tecnología.